# Correos de Chile
Empresa de Correos de Chile (Correos de Chile, también conocida como CorreosChile) es una empresa estatal y autónoma chilena, dedicada al servicio de correspondencia, giros postales y al mercado de envíos y encomiendas nacionales e internacionales, y cumpliendo con las funciones de Servicio Postal Universal. Fue creada por el DFL N° 10, del 24 de diciembre de 1981 al disolverse el Servicio de Correos y Telégrafos y separarse los servicios de correo y télex, fundándose Telex-Chile para este último. Depende administrativamente del Ministerio de Transporte y Telecomunicaciones de Chile.

## Historia

### Antecedentes

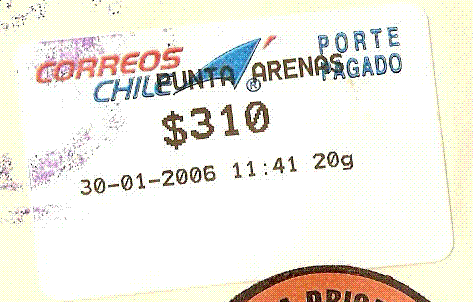
Franqueo pre-pago con el logotipo de Correos de Chile.

El correo en Chile nace al alero de la Corona española, debido a las necesidades de comunicación existentes en el territorio, por orden del gobernador Domingo Ortiz de Rozas, quien designa a Ignacio de los Olivos para la tarea de supervisar todo el proceso de construcción de la infraestructura del correo chileno, siendo considerado el fundador de este rubro en Chile en 1747, operando como Teniente Mayor del Correo de Chile entre 1748 y 1751 y estableciendo rutas entre Santiago y Buenos Aires, así como también con Mendoza y San Luis; se estima que la primera carta enviada entre Buenos Aires y Chile fue despachada el 1 de octubre de 1748.
Luego de la independencia de Chile, se intentó reformar el sistema de correos que había permanecido sin mayores variaciones durante casi un siglo. Durante la presidencia de Manuel Montt se organiza el servicio postal al promulgarse la ley del 20 de octubre de 1852 que establecía el pago de los envíos mediante sellos y el 1 de julio de 1853 se emite la primera estampilla de Chile: el Colón de 5 centavos.
Mediante ley del 16 de agosto de 1854 se creó la Dirección General de Correos, que centralizó y organizó las operaciones postales del país; posteriormente, con la dictación de la Ordenanza General de Correos (1858) se organizaron los servicios postales y telegráficos, y mediante la ley 3619, publicada el 31 de marzo de 1920, fue creado el Servicio de Correos, Telégrafos y Teléfonos. El consiguiente monopolio estatal de ambos servicios existió hasta 1981 bajo el nombre de Servicio de Correos y Telégrafos, constituido bajo dicho nombre mediante los decretos leyes 245 y 246 del 10 de febrero de 1925.

### Empresa de Correos de Chile

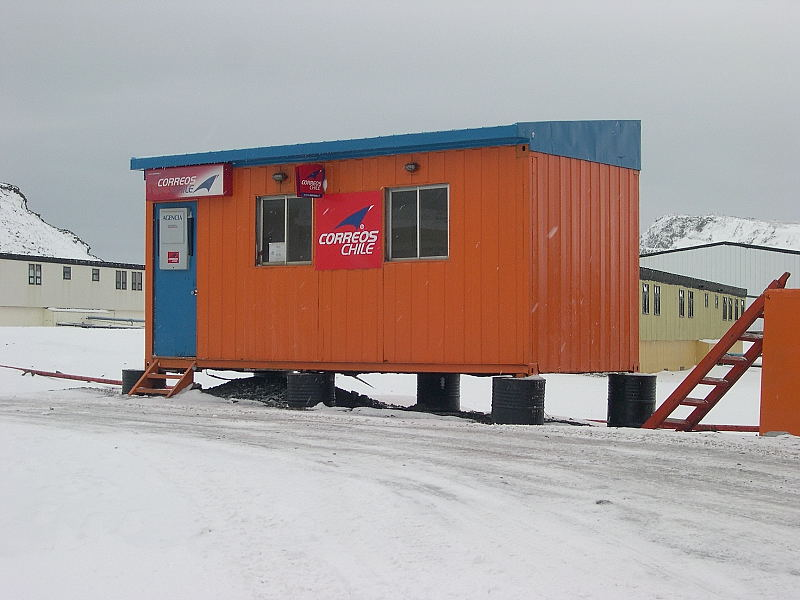
Oficina de CorreosChile en la Villa Las Estrellas.

El Servicio de Correos y Telégrafos fue disuelto por el DFL N° 10 del 24 de diciembre de 1981 y dividió sus servicios en la «Empresa de Correos de Chile» (servicio postal, empresa pública) y «Telex Chile Comunicaciones Telegráficas S.A.» (servicio de télex, sociedad anónima).
En 1984 Correos de Chile inauguró la oficina postal más austral del mundo, ubicada en la recientemente inaugurada Villa Las Estrellas en el Territorio Chileno Antártico. El 31 de mayo de 1985 la empresa inició pruebas con el servicio de fax denominado «Correo Electrónico», mediante la transmisión de documentos entre agencias postales y su despacho a los usuarios; en diciembre de 1987 el servicio pasó a denominarse como «Rapid-Fax».
En enero de 1987 introdujo los «Sellos Clip», consistentes en conjuntos de 10 sellos postales para franqueo nacional insertos dentro de una pequeña carpeta de cartulina, que permitía su venta en diferentes comercios y agilizaba el despacho de cartas nacionales evitando la compra de sellos en las oficinas postales; la emisión de dichos sellos se extendió hasta 2001.
A partir de 1991 se inició un proceso de transformación del sistema de ventas, pasando a ser informatizado y en 2005 añadiendo un sistema de ventas con trazabilidad. En 1998 Correos de Chile introdujo en el país el código postal luego de pruebas realizadas durante 1996 y 1997.

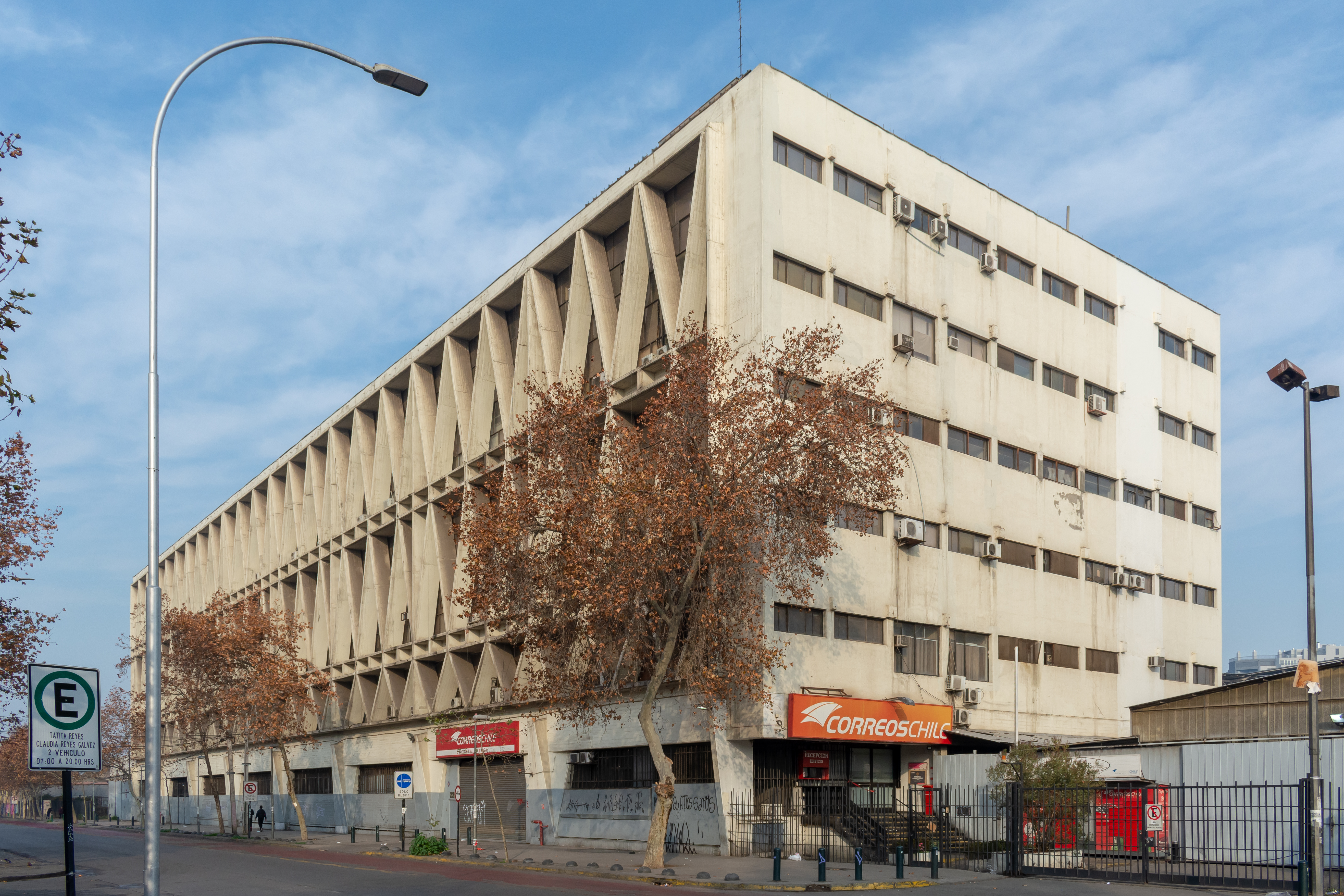
Sucursal de carga en calle Exposición, antigua central clasificadora postal.

En 1999, Correos de Chile inauguró el Centro Tecnológico Postal, un edificio ubicado en la comuna de Quilicura, y que cuenta con los implementos necesarios para la clasificación y distribución de una parte importante de las cartas que circulan en el país. Para los servicios de Courier, Expresos y Paquetería existe la Planta CEP, que hasta 2009 se ubicaba en la calle Exposición —en un edificio construido entre 1970 y 1974—, en el límite entre las comunas de Estación Central y Santiago. En diciembre de 2009 fue inaugurada la nueva Planta CEP, ubicada en Renca.

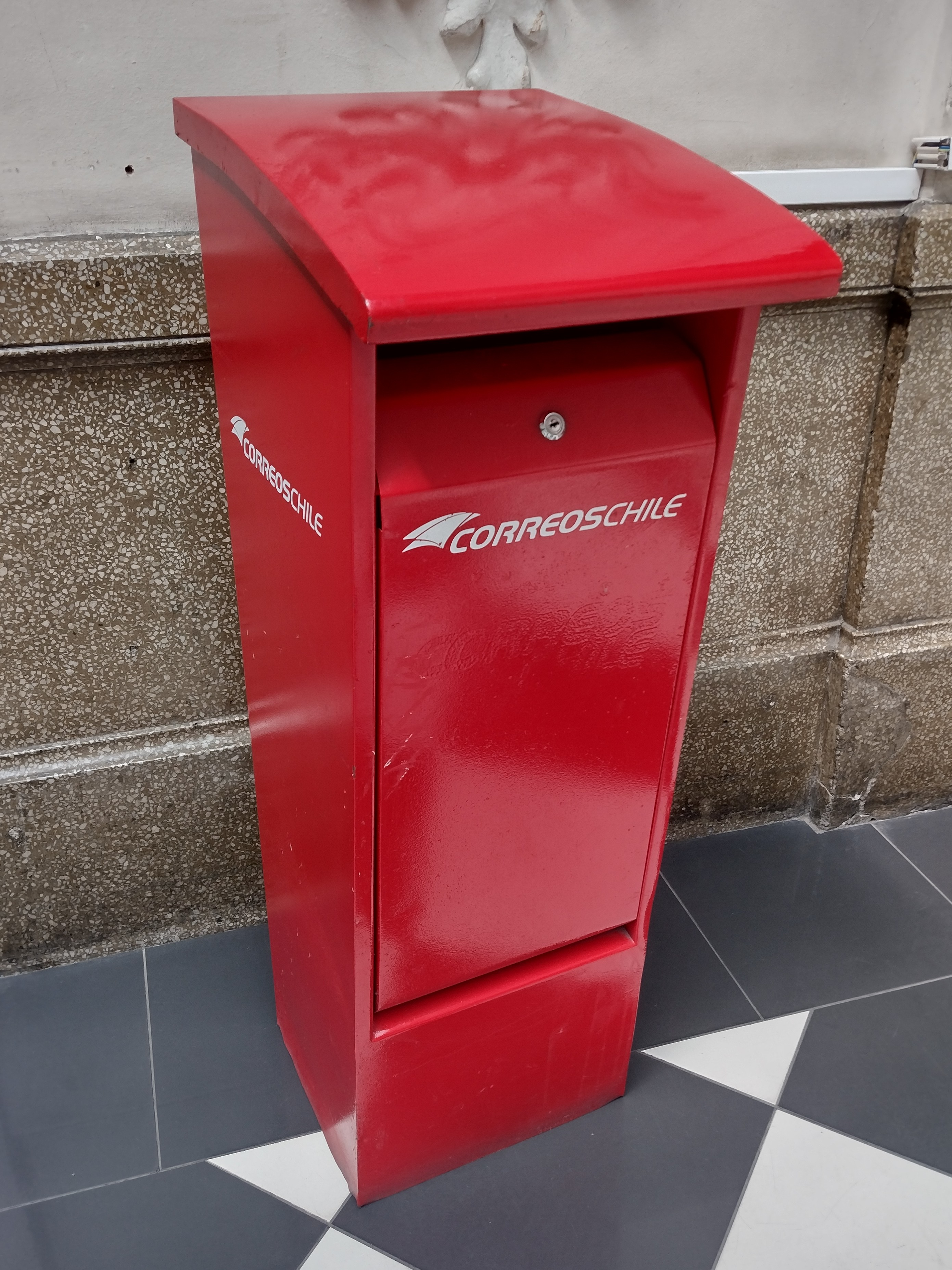
Buzón de CorreosChile en el Correo Central de Santiago.

En 2012, Correos de Chile desarrolla la primera red de Terminales de Paquetería Automáticos (APT) de Chile y Latinoamérica. El servicio, que opera bajo el nombre CityBox, es inaugurado el 24 de mayo con 5 terminales instalados en Santiago. Hacia 2020 cuenta con más de 45 terminales CityBox distribuidos en la Región Metropolitana.
En 2021 y en concordancia a las políticas de desarrollo sustentable, con el fin de reducir la huella de carbono en la cadena logística a través del aumento de uso de las energías renovables en Chile, para la celebración de su 274° aniversario la empresa incrementó su flota de vehículos eléctricos, adquiriendo un total nacional de 581 bicicletas eléctricas, 33 tricicletas y 24 tricimotos de propulsión eléctrica, reduciendo al mismo tiempo los vehículos de tracción humana que usan sus carteros y repartidores.